# Прохоров, Владимир Владимирович
Владимир Владимирович Прохоров (17 сентября 1955, Липки, Тульская область — 9 октября 2023) — советский футболист, полузащитник. Мастер спорта СССР. Сыграл более 300 матчей за тульский «Арсенал».

## Карьера
После восьмого класса переехал с семьёй в Тулу, где начал играть на взрослом уровне в командах КФК. В 1973 году стал чемпионом Тульской области в составе команды «Торпедо» (комбайновый завод).
С 1976 года в течение 12 сезонов выступал в соревнованиях мастеров за тульский «Арсенал» (ранее — «Машиностроитель», ТОЗ). Был капитаном команды и штатным исполнителем стандартных положений. Всего в составе тульского клуба сыграл не менее 345 матчей, забил 50 (по другим данным, 49) голов в первенствах СССР во второй лиге. Является одним из рекордсменов клуба по числу матчей за всю историю (уступает только Анатолию Семёнову — 406), входит в пятёрку лучших бомбардиров клуба. Становился лучшим бомбардиром «Арсенала» в отдельных сезонах, в частности в 1986 году (9 голов). В конце карьеры иногда выступал на позиции защитника.
В 1988 году перешёл в калужскую «Зарю», где провёл четыре сезона, сыграв более 100 матчей во второй и второй низшей лигах.
После окончания игровой карьеры работал тренером ДЮСШ г. Тулы. Одним из его воспитанников стал Дмитрий Отставнов.
Скончался 9 октября 2023 года на 69-м году жизни.